# Чигиринський міський парк імені Тараса Шевченка
Парк імені Шевченка (в минулому парк Воздвиженського собору) — парк в центрі Чигирина, обмежений вулицями Богдана Хмельницького, Михайла Сікорського, Петра Дорошенка і Івана Виговського. Займає площу 4 га. Пам'ятка архітектури місцевого значення. Статус наданий рішенням Черкаської обласної ради від 27 червня 1972 року № 367. Керуюча організація — Виробниче управління житлово-комунального господарства міськвиконкому «Озон». Названий на честь Тараса Григоровича Шевченка, якому у парку встановлене погруддя.
Як парк собору, мав характерне для монастирських парків планування з наскрізними алеями, що вели до центральної частини композиції — собору. Алеї перетиналися у формі хреста, а в одній із чотирьох частин був розташований собор, поруч з яким цвинтар. Таке планування парку надавало можливість найкращого підходу до храму прочан під час свят та у будні. Територія парку була огороджена, про що свідчать колони головних  залишки огорожі. Пейзажні частини парку вирішені галявинами та композиціями з місцевих порід дерев.
З приходом радянської влади, собор знесли, а парк використовувався як парк культури та відпочинку. На місці цвинтаря були влаштовані розважальні заклади, танцмайданчик.

## Галерея

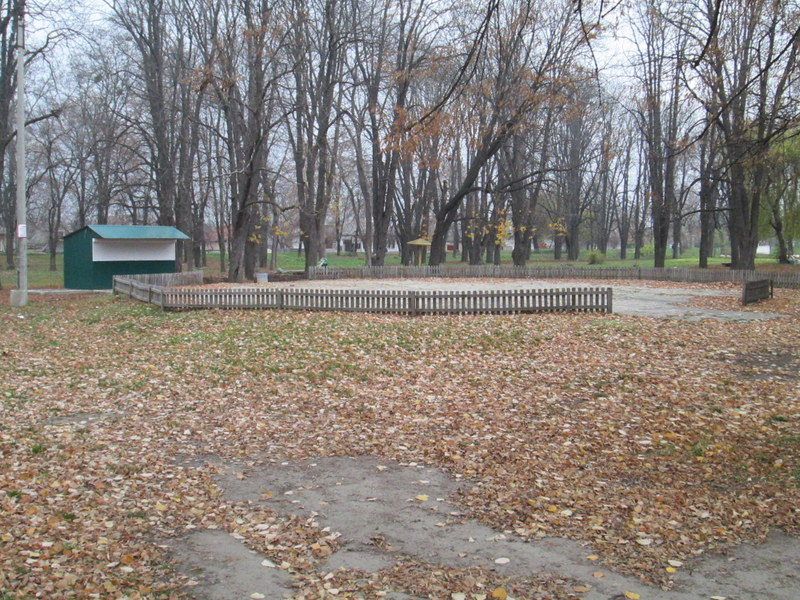
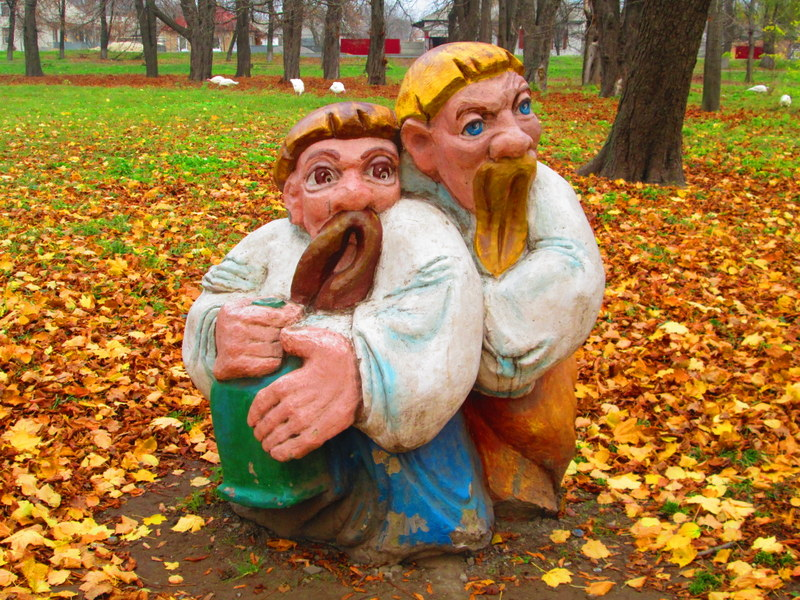
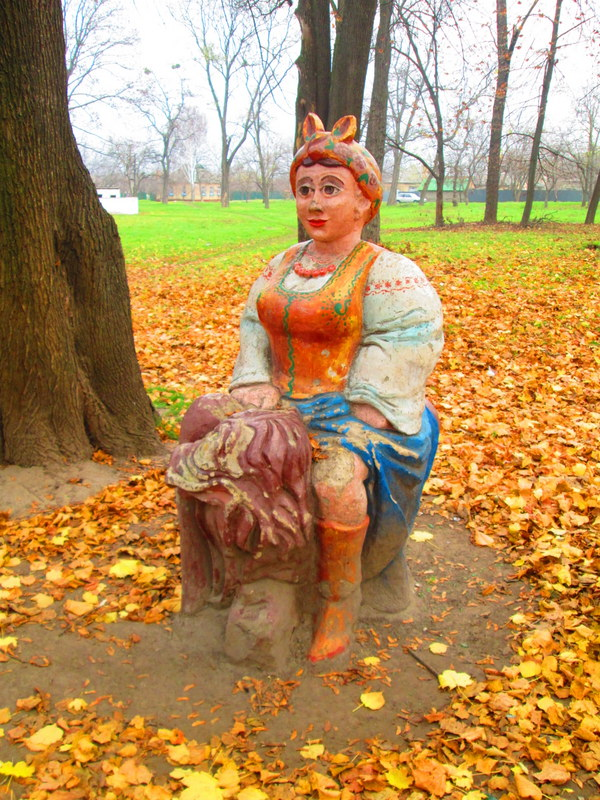
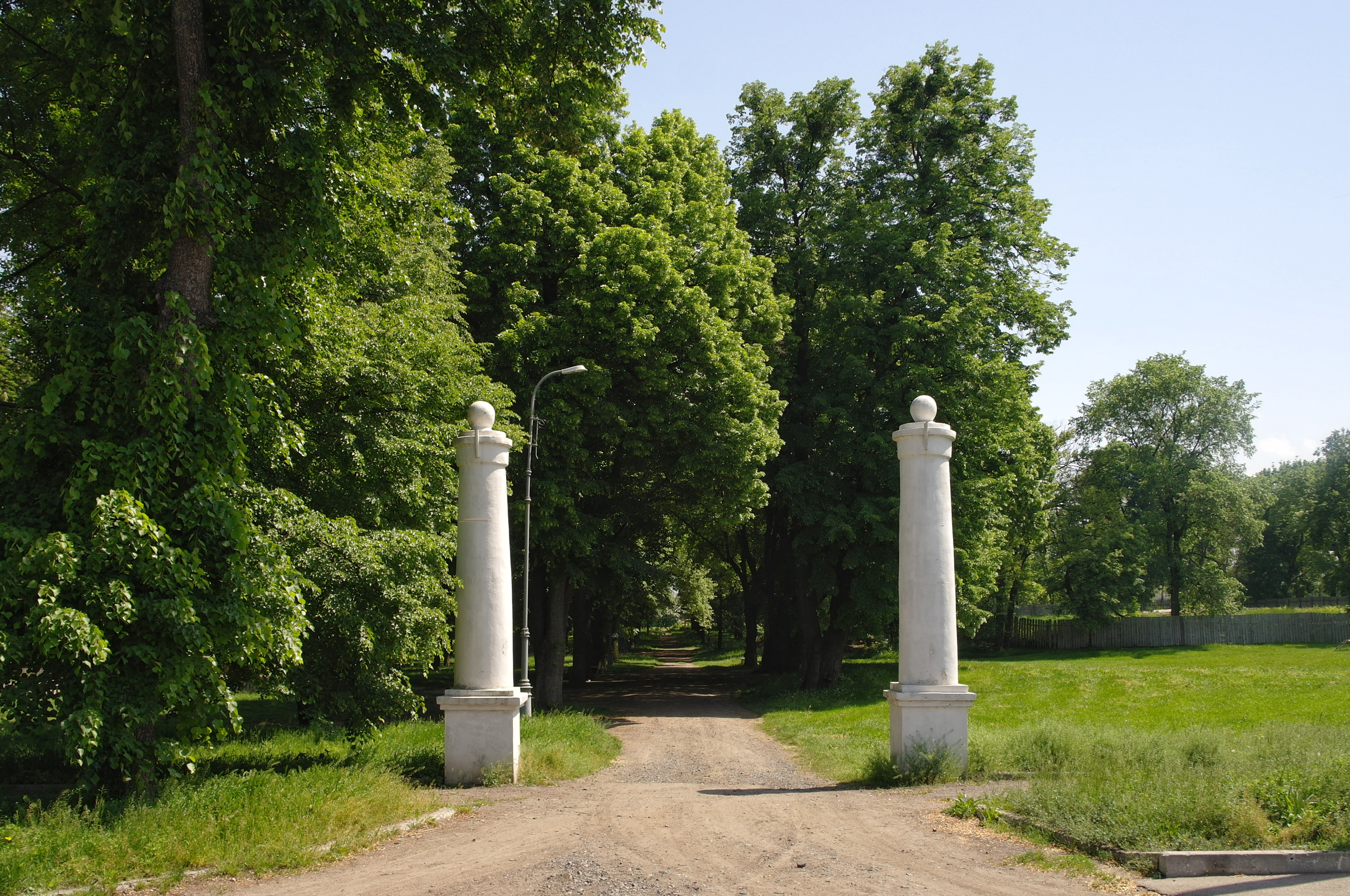